# Catalpeae
Catalpeae DC. ex Meisn., 1840 è una tribù di piante Spermatofite Dicotiledoni appartenenti alla famiglia Bignoniaceae (ordine delle Lamiales.

## Etimologia
Il nome della tribù deriva dal suo genere più importante (Catalpa Scop., 1777) la cui etimologia è un po' incerta. Alcuni fanno derivare il nome dai pellerossa "Catawba"  che vivevano nelle stesse zone di origine delle piante di questo genere. Altri, più verosimilmente, fanno derivare il nome da un albero chiamato "kutuhlpa" (= testa alata) dalle popolazioni native americane Creek originarie del sud-est degli Stati Uniti.  Il nome scientifico della tribù è stato definito per la prima volta dal botanico svizzero Carl Meissner (1800-1874) perfezionato in seguito dal botanico e micologo svizzero Augustin Pyrame de Candolle (1778-1841) nella pubblicazione "Plantarum Vascularium Genera Secundum Ordines - Tab. Diagn. 300, Comm. 208. 25-31" del 1840.

## Descrizione

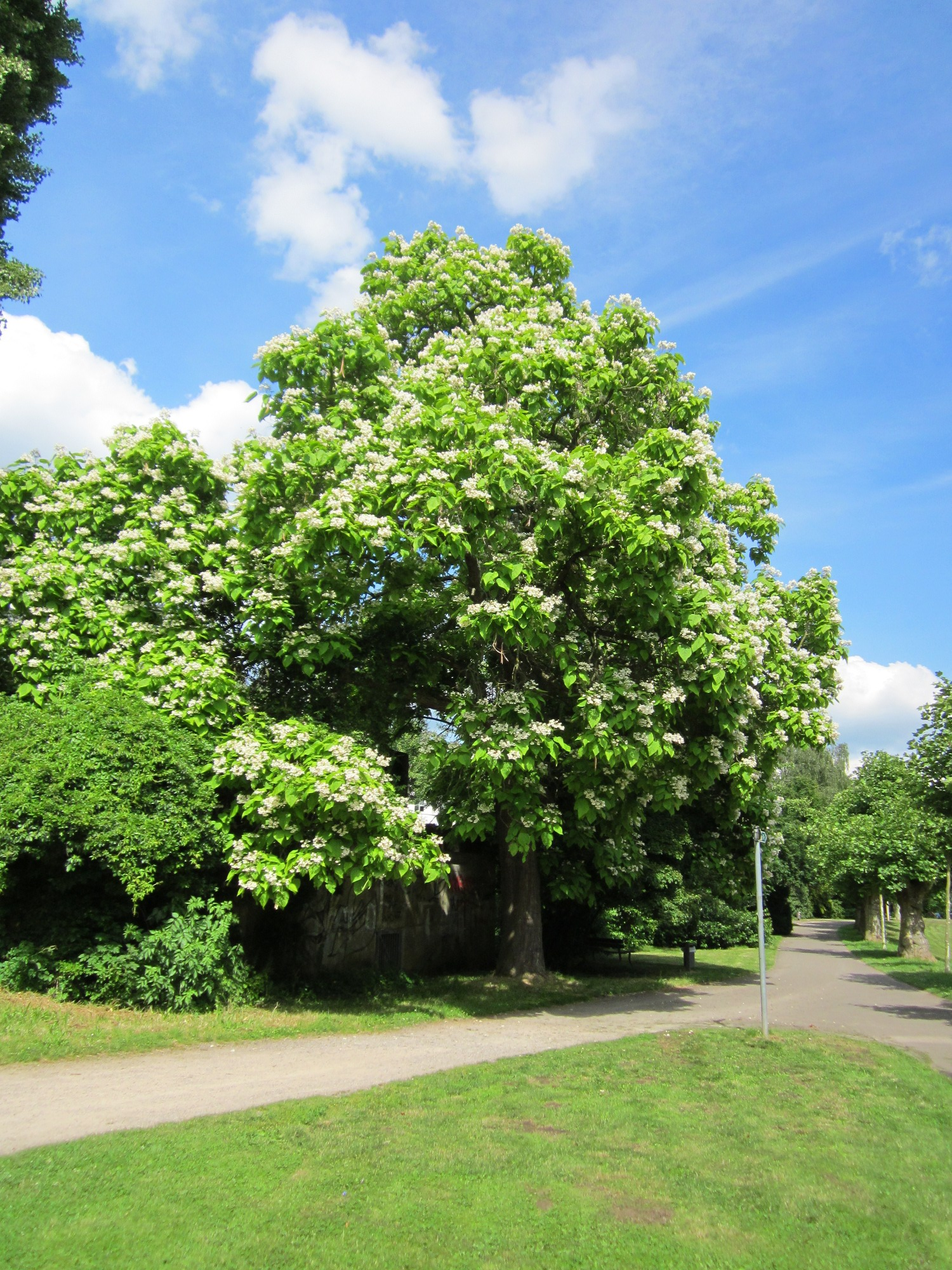
Il portamento
Catalpa bignonioides

- Il portamento delle specie di questa tribù è principalmente arboreo (piccoli alberi o arbusti). Sono presenti iridoidi e glicosidi fenolici. La superficie dei rami è percorsa da macchie squamose e può essere pubescente.[4][7][8]

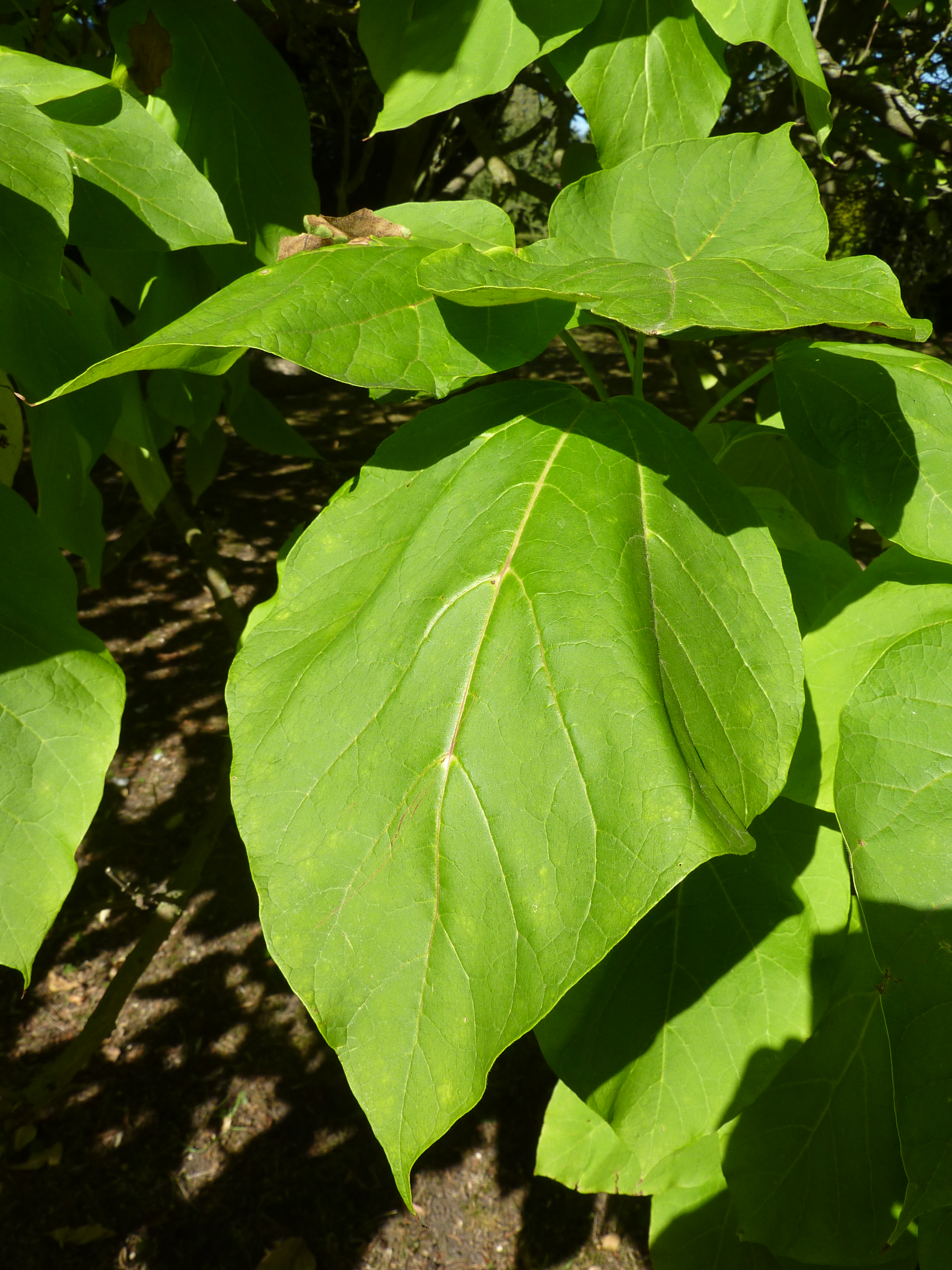
Le foglie
Catalpa bignonioides

- Le foglie, caduche (raramente sono sempreverdi), lungo il caule hanno una disposizione opposta o verticillata per tre; la lamina è molto grande con un lungo picciolo, margini interi o grossolanamente lobati. Le foglie se stropicciate emanano un cattivo odore. La lamina semplice delle foglie è la principale caratteristica di questa tribù.
- Le infiorescenze ascellari in genere sono costituite da pochi fiori raccolti in racemi o tirsi.

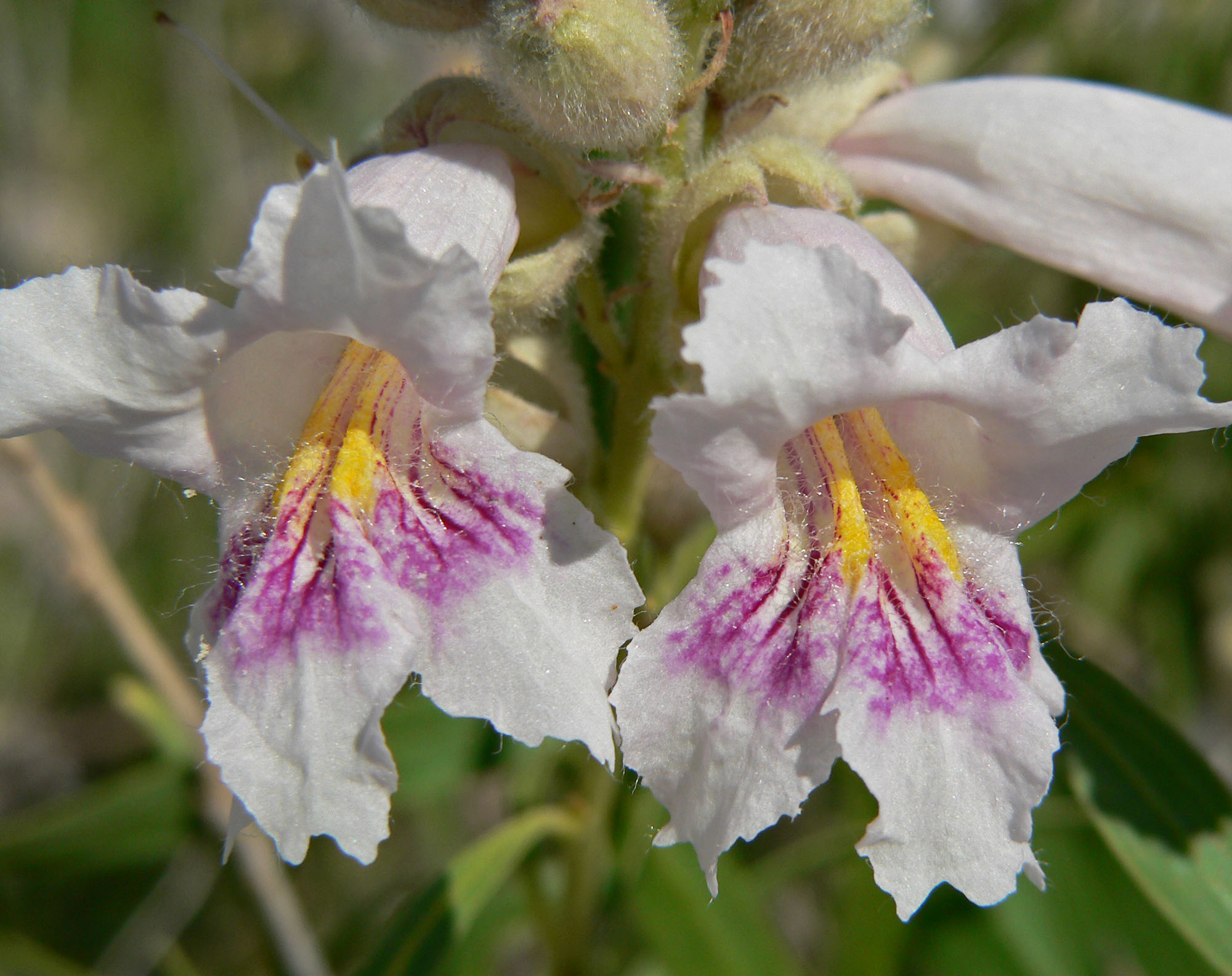
Il fiore
Chilopsis linearis

- I fiori sono ermafroditi, zigomorfi e tetraciclici (ossia formati da 4 verticilli: calice– corolla – androceo – gineceo) e più o meno pentameri (ogni verticillo ha 5 elementi). In genere i fiori di questa tribù sono grandi e vistosi a forma ampiamente campanulata e sono colorati di bianco o magenta o rosa oppure anche giallo chiaro, spesso sfumati con altri colori.

- Formula fiorale: per queste piante viene indicata la seguente formula fiorale:

* K (5), [C (2 + 3), A (2 + 2 + 1)], G (2), supero, capsula
- Il calice, gamosepalo, a consistenza membranosa, è composto da 5 sepali irregolarmente connati; può essere diviso quasi del tutto di tipo bilabiato (Catalpa) oppure spatiforme-bilabiato (Chilopsis).

- La corolla, gamopetala, campanulata, è composta da 5 petali connati in modo bilabiato; delle due labbra quella superiore ha due lobi più piccoli, mentre quella inferiore è formata da tre lobi più grandi.

- L'androceo è formata da 2 stami fertili ricurvi e altri 3 staminoidi minori tutti sempre interni alla corolla (Catalpa); il resto della tribù (Chilopsis) ha invece i 4 tipici stami didinami delle Bignoniaceae. Le antere, glabre, sono a due teche divergenti e sagittate; i filamenti degli stami sono attaccati (adnati) al tubo corollino. I granuli pollinici sono di vario tipo, in alcuni casi sono dispersi in tetradi o poliadi.

- Il gineceo ha un ovario, oblungo e squamato, supero bicarpellare (biloculare) con placentazione assile, ossia sono presenti due placente con un setto separatore centrale. Il nettare forma un anello discoide attorno all'ovario. Lo stilo è bilobato (a 2 stigmi sensitivi che si chiudono immediatamente a contatto con l'impollinatore) ed è alquanto più lungo degli stami. Gli ovuli per loculo sono numerosi e multiseriati in genere di tipo anatropo; hanno un tegumento e sono tenuinucellati (con la nocella, stadio primordiale dell'ovulo, ridotta a poche cellule).

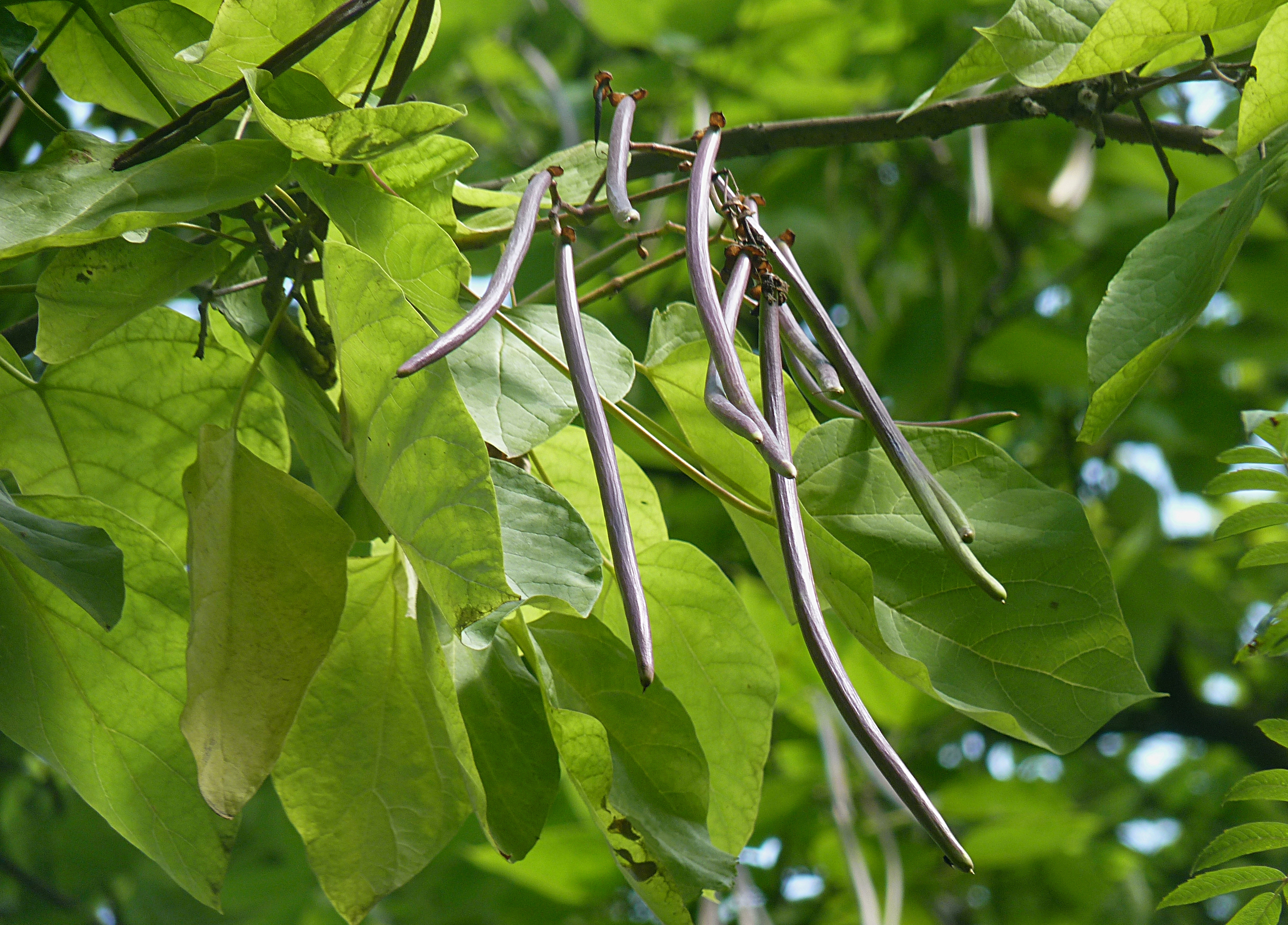
I frutti
Catalpa bignonioides

- I frutti sono delle capsule con deiscenza parallela, bivalve molto allungate (la forma è una grossa siliqua cilindrica). I semi sono numerosi e piccoli, alati, oblunghi e compressi, privi di endosperma. I cotiledoni sono profondamente bilobati. Talvolta i frutti sono sottesi dal calice.

## Riproduzione
- Impollinazione: l'impollinazione avviene tramite insetti come le api/farfalle/lepidotteri (impollinazione entomogama) oppure uccelli (impollinazione ornitogama) oppure pipistrelli (impollinazione chirotterogama).
- Riproduzione: la fecondazione avviene fondamentalmente tramite l'impollinazione dei fiori (vedi sopra).
- Dispersione: i semi cadendo (dopo aver eventualmente percorso alcuni metri a causa del vento - dispersione anemocora) a terra sono dispersi soprattutto da insetti tipo formiche (disseminazione mirmecoria).

## Distribuzione e habitat
La distribuzione di questa tribù è subcosmopolita: 4 specie in Asia orientale, 3 specie nell'America del Nord e 4 nelle Antille. Nessuna specie è autoctona in Europa ma ve ne sono alcune presenti in coltivazione. L'habitat tipico per le specie di questa tribù varia da quello dei climi temperati a quello dei climi subtropicali (anche aridi).

## Tassonomia
La famiglia di appartenenza di questa tribù (Bignoniaceae) comprende circa 850 specie con oltre un centinaio di generi con una distribuzione soprattutto neotropicale (solo poche specie di questa famiglia: 2 - 3 sono presenti nella flora spontanea italiana). La tribù Catalpeaa è una delle 8 tribù nella quale attualmente è suddivisa la famiglia e comprende 3 generi con 11 specie.

### Filogenesi

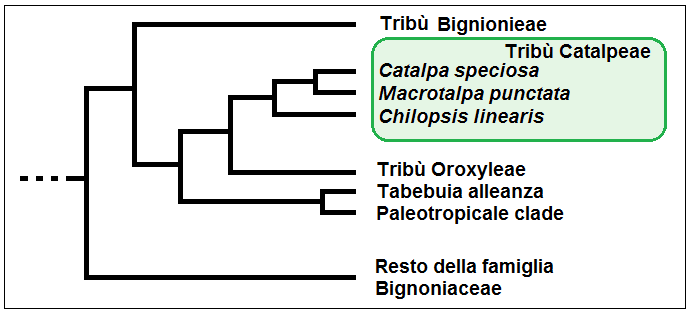
Cladogramma della tribù

Una recente ricerca di tipo filogenetico ha suddiviso la famiglia in 8 cladi principali. La tribù Catalpeae ha una posizione centrale nella famiglia: è "gruppo fratello" della tribù Oroxyleae; insieme sono "gruppo fratello" del  "core" delle Bignoniaceae formato dalla "Tabebuia alleanza" e dal "Clade paleotropicale". Tuttavia la posizione della tribù Catapeae all'interno del "core" delle Bgnoniaceae non è ancora risolta del tutto.
All'interno della tribù le due specie Catalpa e Macrocatalpa (quest'ultimo genere da poco formato dal genere Catalpa) sono "gruppo fratello". Il cladogramma a lato tratto dallo studio citato mostra la struttura filogenetica interna della tribù relativamente ai vari generi.

### Descrizione dei generi della tribù
Elenco dei generi attualmente descritti all'interno della tribù.
- Catalpa Scop., 1777: 6 specie (2 specie nel Nord America orientale e 4 specie in Asia orientale).
- Chilopsis D.Don, 1823: 1 specie (Chilopsis linearis (Cav.) Sweet) con distribuzione Messico (deserto del nord) e Nord America.
- Macrocatalpa (Griseb.) Britton: 4 specie distribuite nelle Grandi Antille.

## Specie della flora spontanea italiana
Nella flora spontanea italiana di questa tribù è presente solamente la specie Catalpa bignonioides Walt. presente nell'Italia del Nord. In genere è coltivata per ornamento, altrimenti è considerata subspontanea.

### Sinonimi
L'entità di questa voce ha avuto nel tempo diverse nomenclature. L'elenco seguente indica alcuni tra i sinonimi più frequenti:
- Catalpinae A.DC., 1839

## Alcune specie

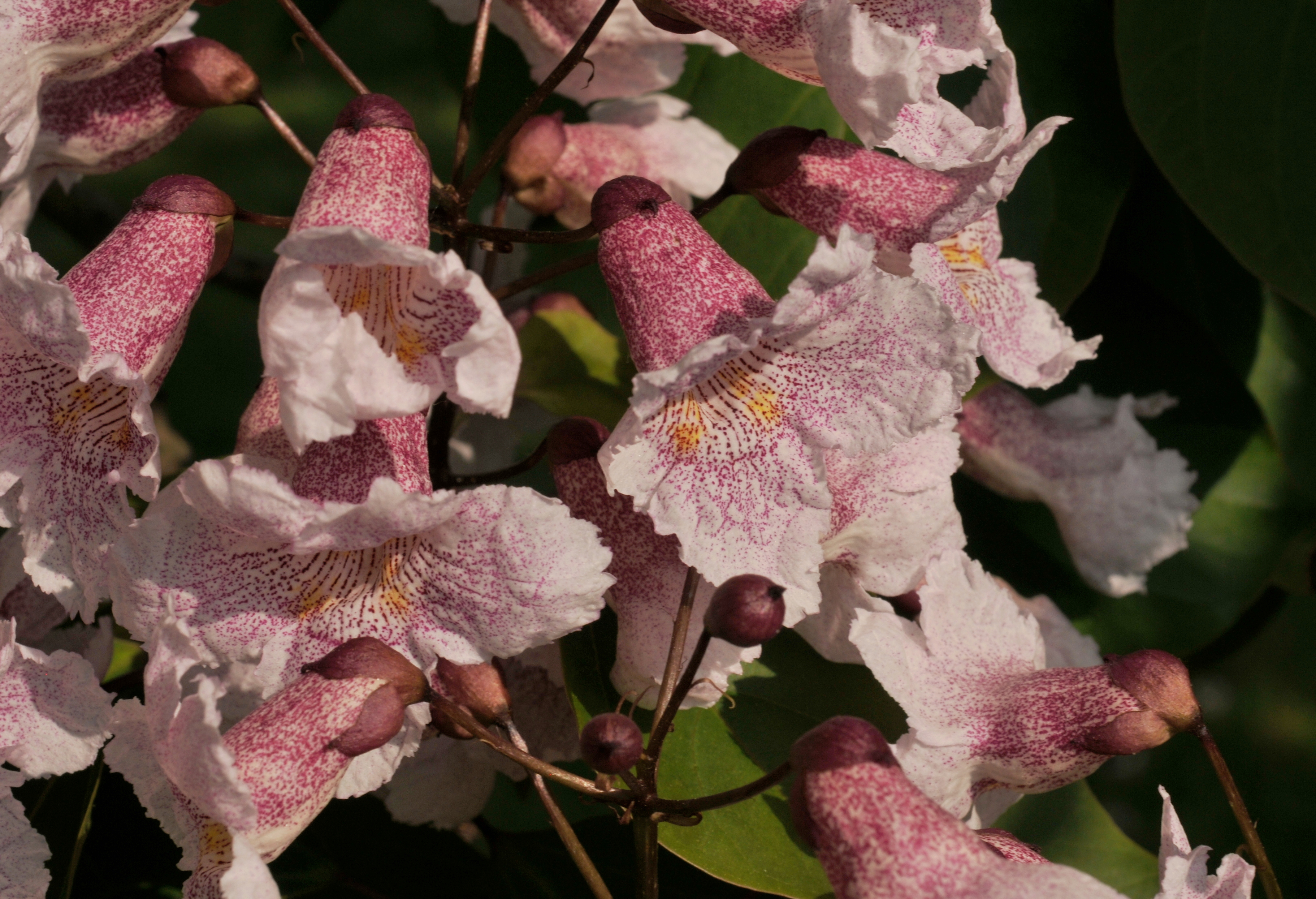
Catalpa bungei
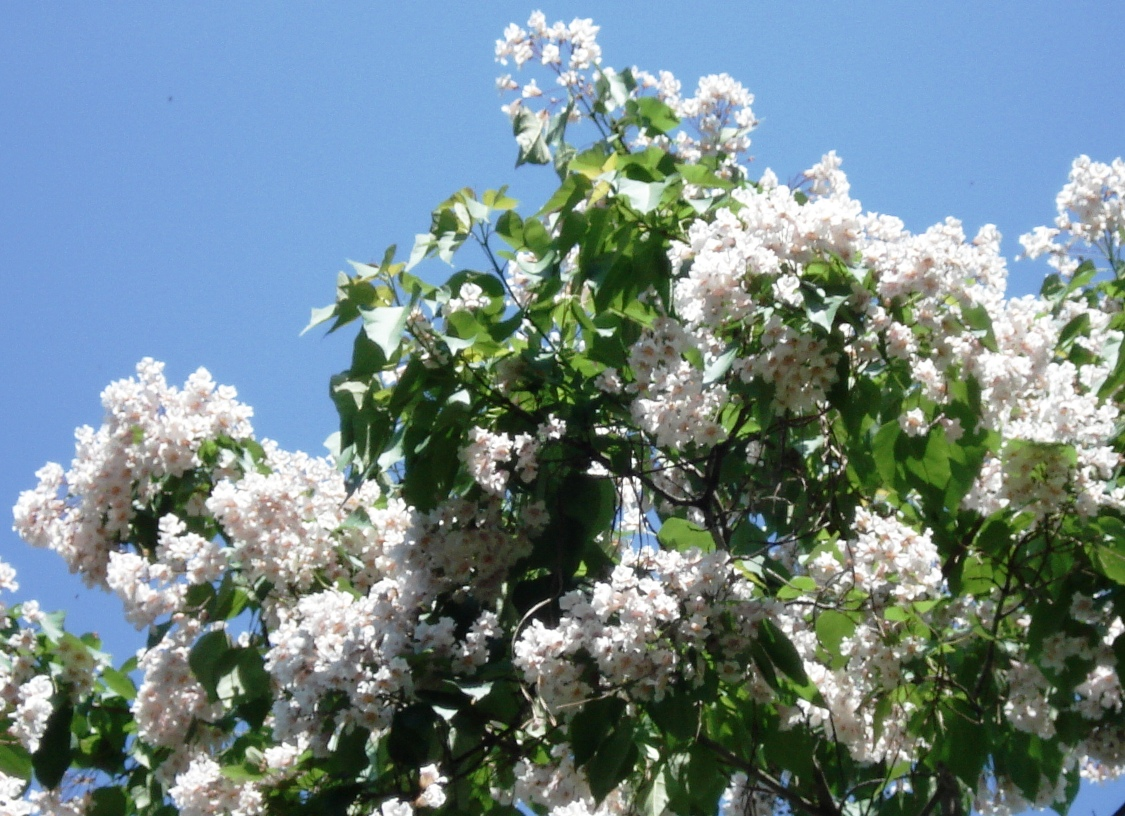
Catalpa fargesii
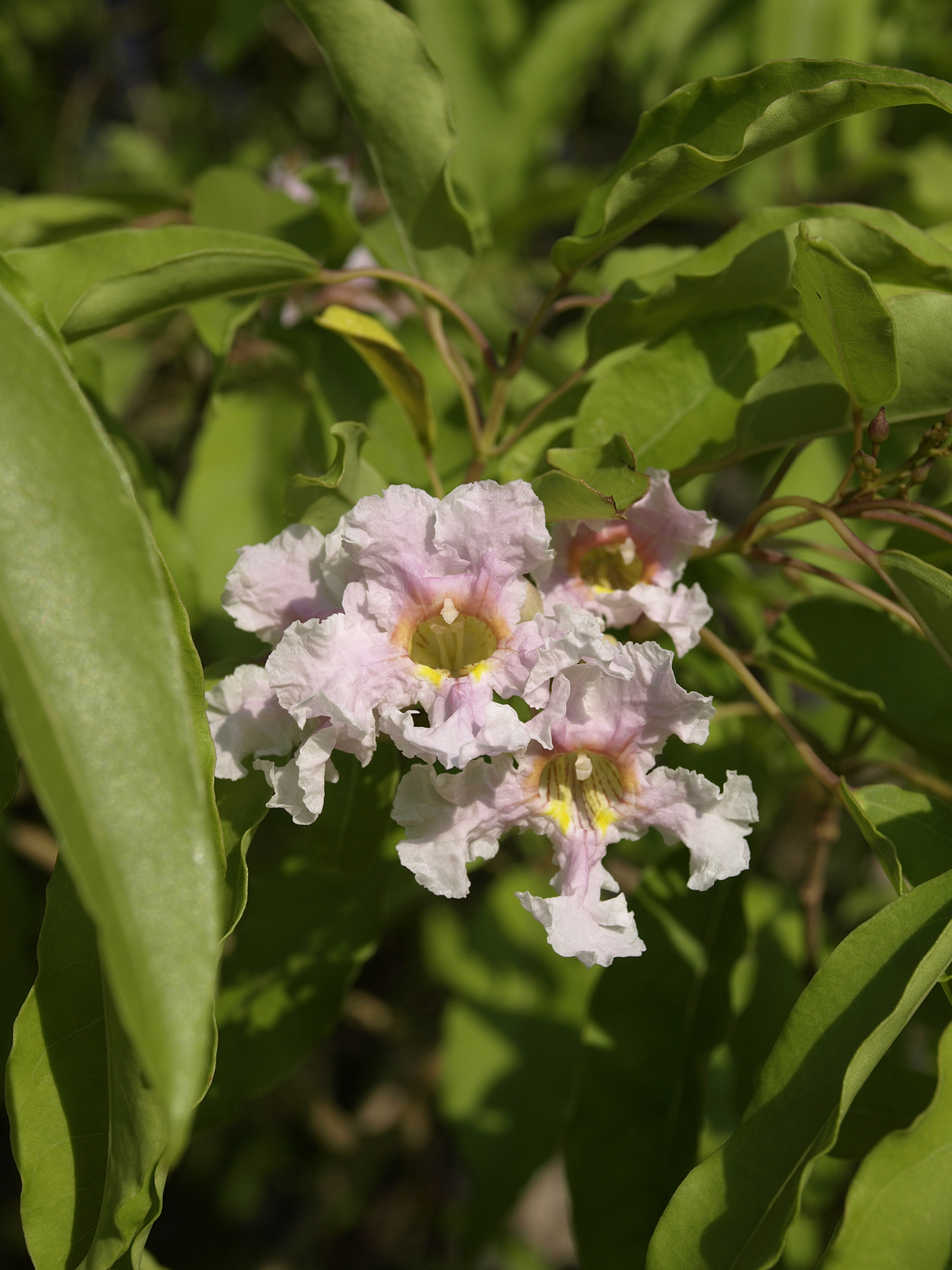
Catalpa longissima
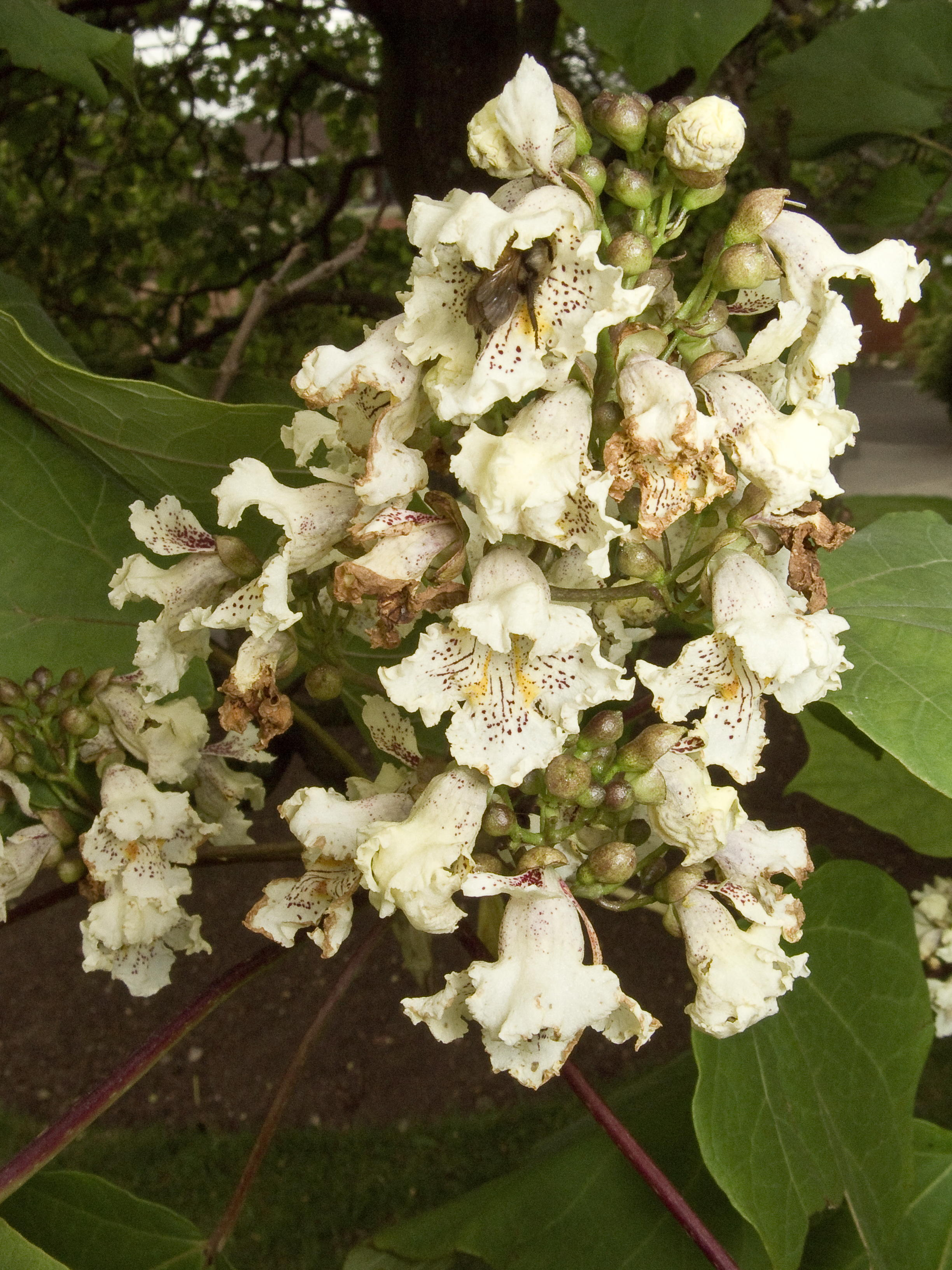
Catalpa ovata
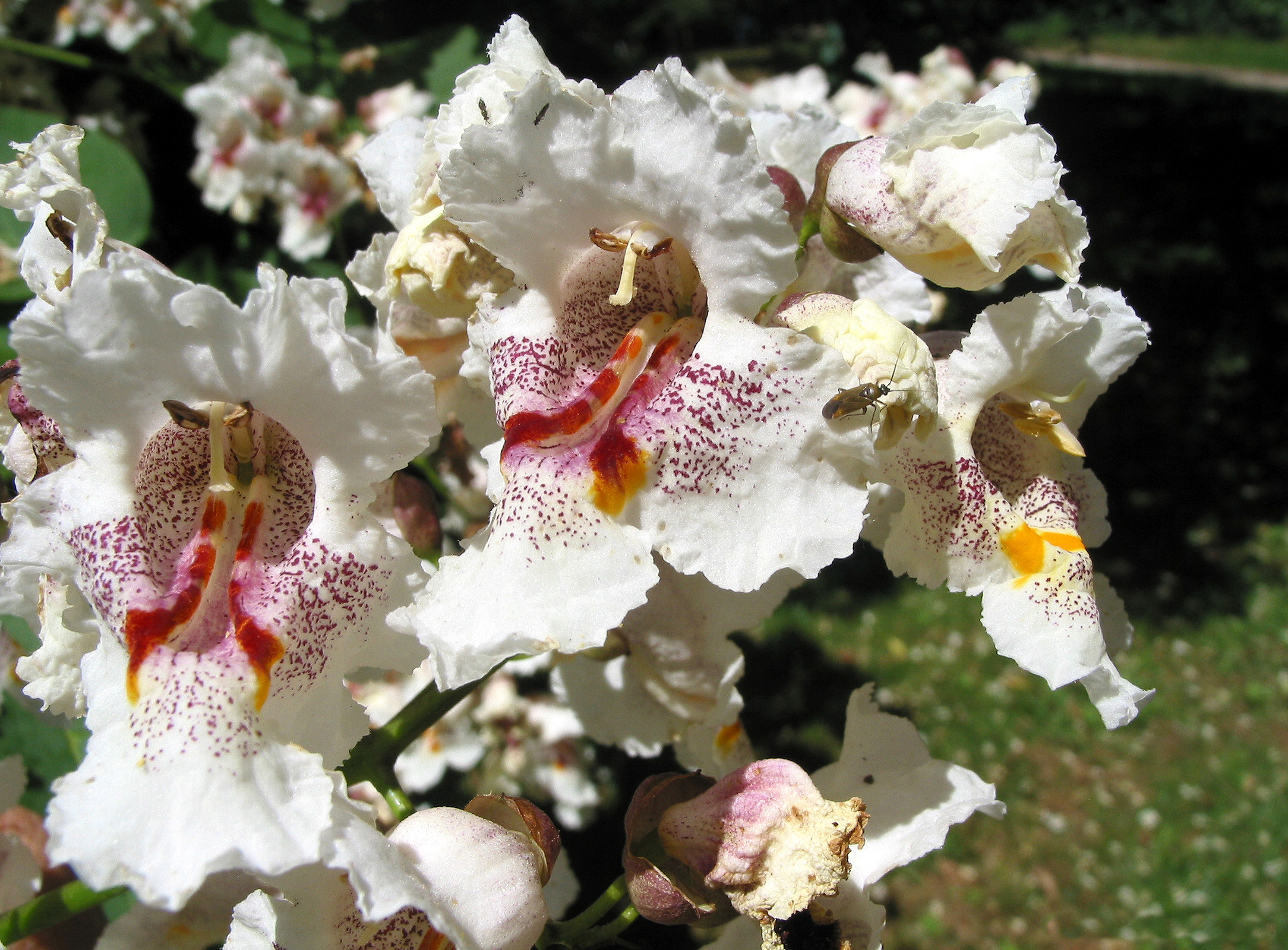
Catalpa speciosa